# Сафоновка (Ивнянский район)
Сафоновка — село в Ивнянском районе Белгородской области. Административный центр Сафоновского сельского поселения.

## География
Находится в северо-западной части Белгородской области, в лесостепной зоне, в пределах южной части Среднерусской возвышенности, на правом берегу ручья Солотин, при автодороге 14Н-338, на расстоянии примерно 16 километров (по прямой) к северо-востоку от Ивни, административного центра района. Абсолютная высота — 187 метров над уровнем моря.

### Климат
Климат характеризуется как умеренно континентальный, с относительно мягкой зимой и продолжительным засушливым летом. Среднегодовая температура воздуха — 5,6 °C. Средняя температура воздуха самого холодного месяца (января) — −8,5 °C; самого тёплого месяца (июля) — 18 °C. Безморозный период длится 154—157 дней. Продолжительность вегетационного периода — 196 дней. Годовое количество атмосферных осадков — 524 мм, из которых большая часть выпадает в тёплый период. Снежный покров держится в течение 102 дней.

### Часовой пояс
Село Сафоновка как и вся Белгородская область, находится в часовой зоне МСК (московское время). Смещение применяемого времени относительно UTC составляет +3:00.

## Население
| 2002 | 2010 |
| ---- | ---- |
| 339  | ↘320 |

### Половой состав
По данным Всероссийской переписи населения 2010 года в гендерной структуре населения мужчины составляли 49,7 %, женщины — соответственно 50,3 %.

### Национальный состав
Согласно результатам переписи 2002 года, в национальной структуре населения русские составляли 91 %.